# Шиитский полумесяц

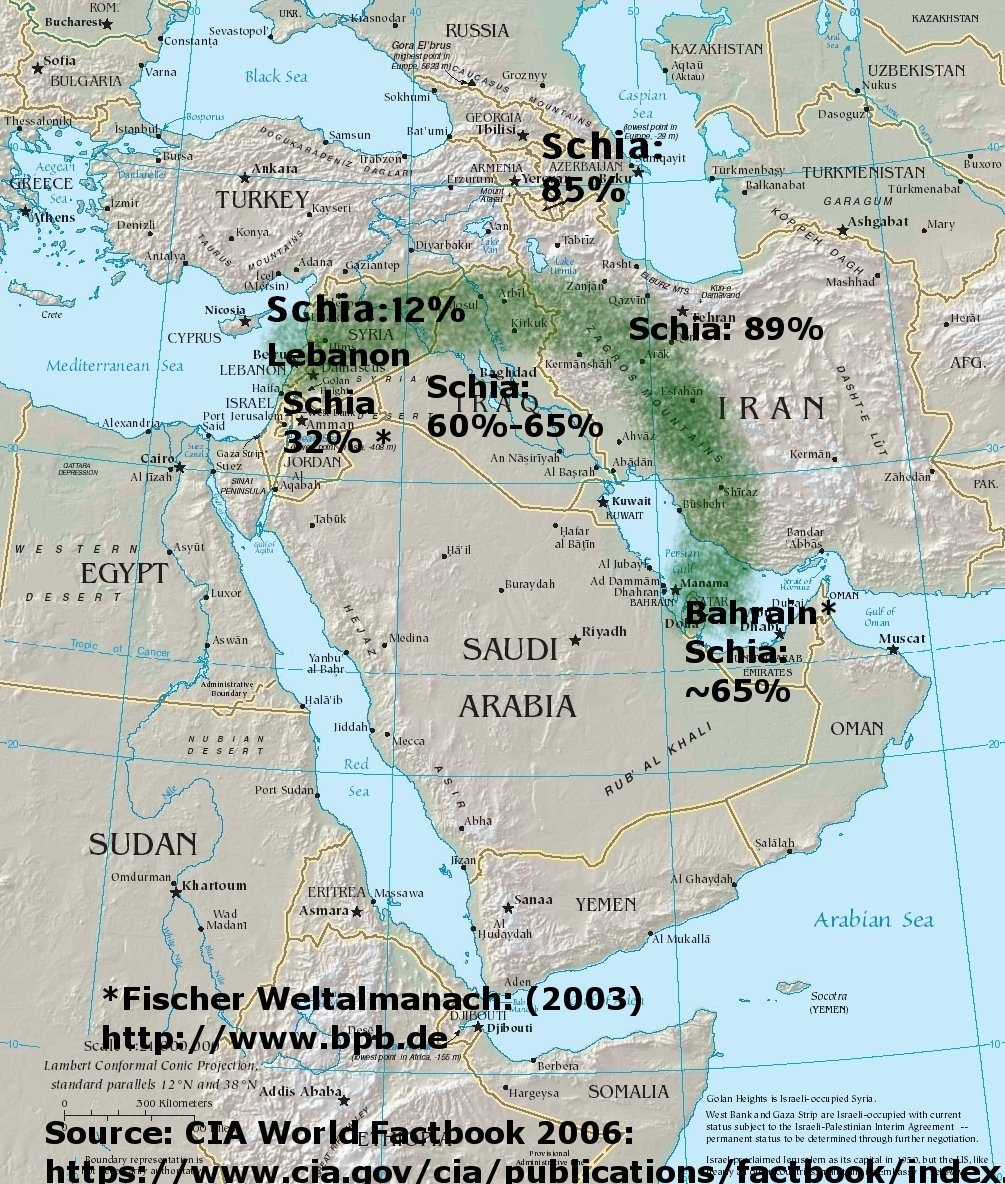
Шиитский полумесяц

Шиитский полумесяц — территория от Ирана через Ирак до Ливана, на которую гипотетически будет распространяться власть шиитов. Впервые сформулирован королём Иордании Абдаллой II в 2004 году. Это заявление вызвало отрицательную реакцию многих государств.
Суннитские государства (Саудовская Аравия, Египет, Иордания) испытывают опасения в связи с возможностью воплощения в жизнь плана «шиитского полумесяца», особенно усилившиеся в свете перспективы оснащения Ирана ядерным оружием.